# Neuhütteneck
Das Neuhütteneck ist ein 1408 m ü. NHN hoher schwach ausgeprägter, südlich vorgelagerter Gipfel des Fockensteins auf dem Gemeindegebiet von Bad Wiessee. Das Almgebiet der Neuhüttenalm schließt das Neuhütteneck ein.
Das Neuhütteneck kann zu Fuß oder per Mountainbike über Aueralm und Neuhüttenalm erreicht werden.